# Махаджанга (провинция)
Провинция Махаджанга (на френски: Province de Majunga) е една от 6-те административни провинции на Република Мадагаскар. Разположена е в северозападната част на страната и има излаз на Индийския океан. Площта на провинцията е 150 023 км², а населението е около 1,7 млн. души (2001). Столицата ѝ е град Махаджанга. Разделена е на 4 региона, всеки от който е допълнително разделен на райони и комуни.
Регионите са:
- Бетсибока
- Боени
- Мелаки
- София